# Niuas
El grup Niuas és l'arxipèlag més septentrional i allunyat de Tonga. Consta només de tres illes volcàniques: Niuatoputapu, Niuafoʻou i Tafahi. Administrativament és una de les cinc divisions de Tonga, amb capital a Hihifo de l'illa Niuatoputapu, però governada des de Nuku'alofa, la capital a Tongatapu.
El nom «niua» significa 'fulla de palma' i indica la gran quantitat de cocoters. És un nom molt utilitzat en diferents llocs de la Polinèsia, significativament a l'illa i estat de Niue.
Les Niuas queden molt aïllades, amb uns enllaços aeris i marítims irregulars. No existeix turisme i s'han mantingut les tradicions tongaleses. Les dades bàsiques de les illes del grup són:
| Illa         | Població (1996) | Àrea (km²) | Densitat | Coordenades                                |
| ------------ | --------------- | ---------- | -------- | ------------------------------------------ |
| Niuafoʻou    | 735             | 50,27      | 14,6     | 15° 36′ S, 175° 38′ O / 15.600°S,175.633°O |
| Niuatoputapu | 1.161           | 18,00      | 64,5     | 16° 0′ S, 173° 47′ O / 16.000°S,173.783°O  |
| Tafahi       | 122             | 3,42       | 35,7     | 15° 51′ S, 173° 44′ O / 15.850°S,173.733°O |
| TOTAL        | 2.018           | 71,69      | 28,1     |                                            |

A més, a 38 km al nord de Tafahi, es troba l'escull Curacoa dividit en dues parts separades 90 m. A 6 km al sud-oest de l'escull es troba el volcà submarí de Curacoa, i a 10 km més al sud es troba el banc Curacoa de 18 m de profunditat.
Les Niuas van ser descobertes pels holandesos Jacob Le Maire i Willem Schouten, el 1616, en camí d'est a oest entre Rangiroa, a les Tuamotu, i les illes Hoorn, a Wallis i Futuna. La primera illa la van anomenar Cocos. És Tafahi, justament l'única de les tres Niuas que no porta el prefix niua. Mentre estaven negociant van arribar els veïns de Niautoputapu i els van atacar per sorpresa. Van anomenar aquesta illa Verraders Eylandt, 'illa dels Traïdors'. Seguint la seva ruta a l'oest van trobar la tercera illa, Niuafo'ou, on esperaven trobar aigua i avituallaments i la van anomenar Goede Hoop, 'Bona Esperança', de forma precipitada, ja que no van trobar on fondejar.
| Portal:Polinèsia | Illes de Tonga                                                                                  | Illes de Tonga                                                                                  | Bandera de Tonga                                                                                |
| Grup Niuas:      | Niuafoʻou \| Niuatoputapu \| Tafahi                                                             | Niuafoʻou \| Niuatoputapu \| Tafahi                                                             | Niuafoʻou \| Niuatoputapu \| Tafahi                                                             |
| Grup Vavaʻu:     | Hunga \| Kapa \| Pangaimotu \| ʻUtungake \| Vavaʻu Volcans: Fonualei \| Late \| Lateiki \| Toku | Hunga \| Kapa \| Pangaimotu \| ʻUtungake \| Vavaʻu Volcans: Fonualei \| Late \| Lateiki \| Toku | Hunga \| Kapa \| Pangaimotu \| ʻUtungake \| Vavaʻu Volcans: Fonualei \| Late \| Lateiki \| Toku |
| Grup Haʻapai:    | Lifuka \| Kotu \| Nomuka Volcans: Fonuafoʻou \| Kao \| Tofua                                    | Lifuka \| Kotu \| Nomuka Volcans: Fonuafoʻou \| Kao \| Tofua                                    | Lifuka \| Kotu \| Nomuka Volcans: Fonuafoʻou \| Kao \| Tofua                                    |
| Grup Tongatapu:  | ʻAta \| ʻEua \| Minerva \| Tongatapu                                                            | ʻAta \| ʻEua \| Minerva \| Tongatapu                                                            | ʻAta \| ʻEua \| Minerva \| Tongatapu                                                            |